# (35480) 1998 FN5
1998 أف أن 5 (ويعرف أيضًا باسم (35480) 1998 أف أن 5 وفق تسمية الكوكب الصغير) (بالإنجليزية: 1998 FN5)‏ هو كويكب ضمن حزام الكويكبات؛ وترتيبه 35480 من حيث الاكتشاف.
اكتُشف هذا الجُرم الفلكي بواسطة Frank B. Zoltowski ‏ في 24 مارس 1998.

## وصلات خارجية
- (35480) 1998 FN5 في قاعدة بيانات مختبر الدفع النفاث لأجرام النظام الشمسي الصغيرة

- الاكتشاف · مخطط المدار ·  العناصر المدارية · المعلمات المادية

- (35480) 1998 FN5 على موقع ويكي سكاي: DSS2, SDSS, GALEX, IRAS, Hydrogen α, X-Ray, Astrophoto, Sky Map, Articles and images